# أخترين
أخترين بلدة ومركز ناحية أخترين التابعة لمنطقة اعزاز في محافظة حلب في سوريا. تقع شمال شرق مدينة حلب. بلغ عدد سكان البلدة 5305 نسمة، والناحية 39,132 نسمة حسب تعداد عام 2004.